# Ricomincio da me (singolo)
Ricomincio da me è un singolo del gruppo musicale italiano Dear Jack, pubblicato il 29 agosto 2014 come terzo estratto dal primo album in studio Domani è un altro film (prima parte).

## Descrizione
Il brano, accreditato in SIAE come unico autore di testo e musica nella figura di Piero Romitelli, vede sia la partecipazione di Romitelli che quella di Dardust. Il brano è stato presentato in anteprima durante il serale di Amici di Maria De Filippi.

## Video musicale
Il video, diretto da Gaetano Morbioli e prodotto da Run Multimedia, è stato reso disponibile in anteprima sul sito di TGcom24, il 28 agosto 2014 e dopo alcune ore sul canale YouTube ufficiale della Baraonda Edizioni Musicali. Anche in questo video, come nei due precedenti estratti da Domani è un altro film (prima parte), compaiono delle parti del testo.